# Saucerottia cyanura
Saucerottia cyanura là một loài chim trong họ Trochilidae.